# Wolfgang Arendt
Pour les articles homonymes, voir Arendt.
Wolfgang Arendt (né le 4 mars 1950 à Herzberg (Elster), Allemagne) est un mathématicien allemand, professeur de mathématiques à l'université d'Ulm. Ses travaux portent sur l'analyse fonctionnelle et les équations d'évolution.

## Formation et carrière
Wolfgang Arendt a fait ses études de mathématiques et physiques à l'Université libre de Berlin (1968-1975), l'Université de Nice Sophia Antipolis et à l'Université Eberhard Karl de Tübingen. Il a obtenu son doctorat, dirigé par Helmut H. Schaefer, en 1979 à l'université de Tübingen (Über das Spektrum regulärer Operatoren). De 1980 à 1981, il poursuit ses recherches (Post-doc) à l'Université de Californie à Berkeley sous la direction de Tosio Kato, puis obtient sont habilitation universitaire en 1984 à l'université de Tübingen (Generators of positive semigroups and resolvent positive operators). De 1987 à 1995, il est professeur à l'Université de Franche-Comté. Depuis 1995, Wolfgang Arendt est professeur à l'Université d'Ulm où il est directeur de l'Institut d'Analyse Appliquée.

## Recherche et enseignement
Wolfgang Arendt s'est spécialisé dans les méthodes d'analyse fonctionnelle pour les équations aux dérivées partielles. Plus particulièrement, 
il travaille sur les semi-groupes fortement continus. Ses articles de recherche les plus cités traitent de l'interaction entre les semi-groupes fortement continus et la transformation de Laplace à valeurs vectorielles, les treillis de Banach et l'analyse harmonique. L'un de ses résultats les plus célèbres est le théorème ABVL (Arendt-Batty-Lyubich-Phong) (en).
Arendt a dirigé plus de 25 thèses, et a publié plus de 100 articles scientifiques,. Parmi ses responsabilités éditoriales, il est rédacteur en chef du Journal of Evolution Equations.
Avec ses collègues de Tübingen et Karlsruhe, il a fondé le groupe de travail TULKA (TübingenULmKArlsruhe) ,, qui est une collaboration inter-universitaire de plusieurs équipes d'analyse fonctionnelle.
De plus, il est membre fondateur du séminaire international annuelle ISEM sur les équations d'évolution,.